# Chi Tra bồ đề
Chi Tra bồ đề (Thespesia) là một chi gồm 18 cây bụi có hoa và cây thân gỗ thuộc họ Hibiscus, Malvaceae, mặc dù trong họ này thì chúng có quan hệ gần gũi với các cây bông (Gossypium) hơn. Chi này phân bố từ Nam Thái Bình Dương tới châu Á, châu Phi, và vùng Caribe.

## Các loài tiêu biểu
- Thespesia beatensis (Urb.) Fryxell (đảo Beata, Cộng hòa Dominica)[2]
- Thespesia cubensis (Britton & P.Wilson) J.B.Hutch. (Cuba)[3]
- Thespesia danis Oliv. (phía đông châu Phi)[4]
- Thespesia garckeana F.Hoffm. (miền Nam châu Phi)
- Thespesia grandiflora DC. - Maga (Puerto Rico)
- Thespesia lampas (Cav.) Dalzell
- Thespesiopsis mossambicensis Exell & Hillcoat (Mozambique)
- Thespesia populnea (L.) Sol. ex Corrêa - Portia Tree (khắp nhiệt đới)
- Thespesia thespesioides (R.Br. ex Benth.) Fryxell[5]

## Hình ảnh

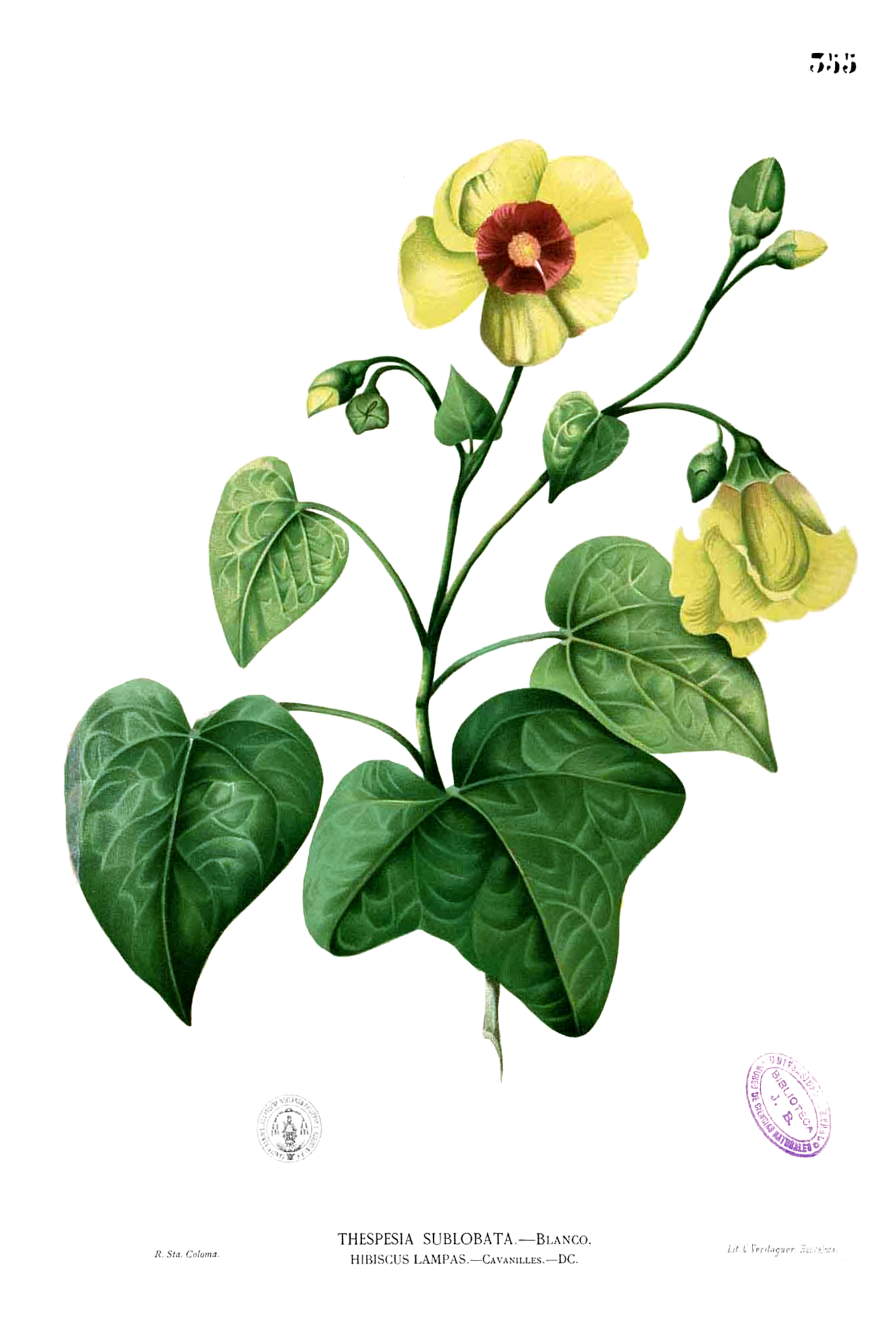
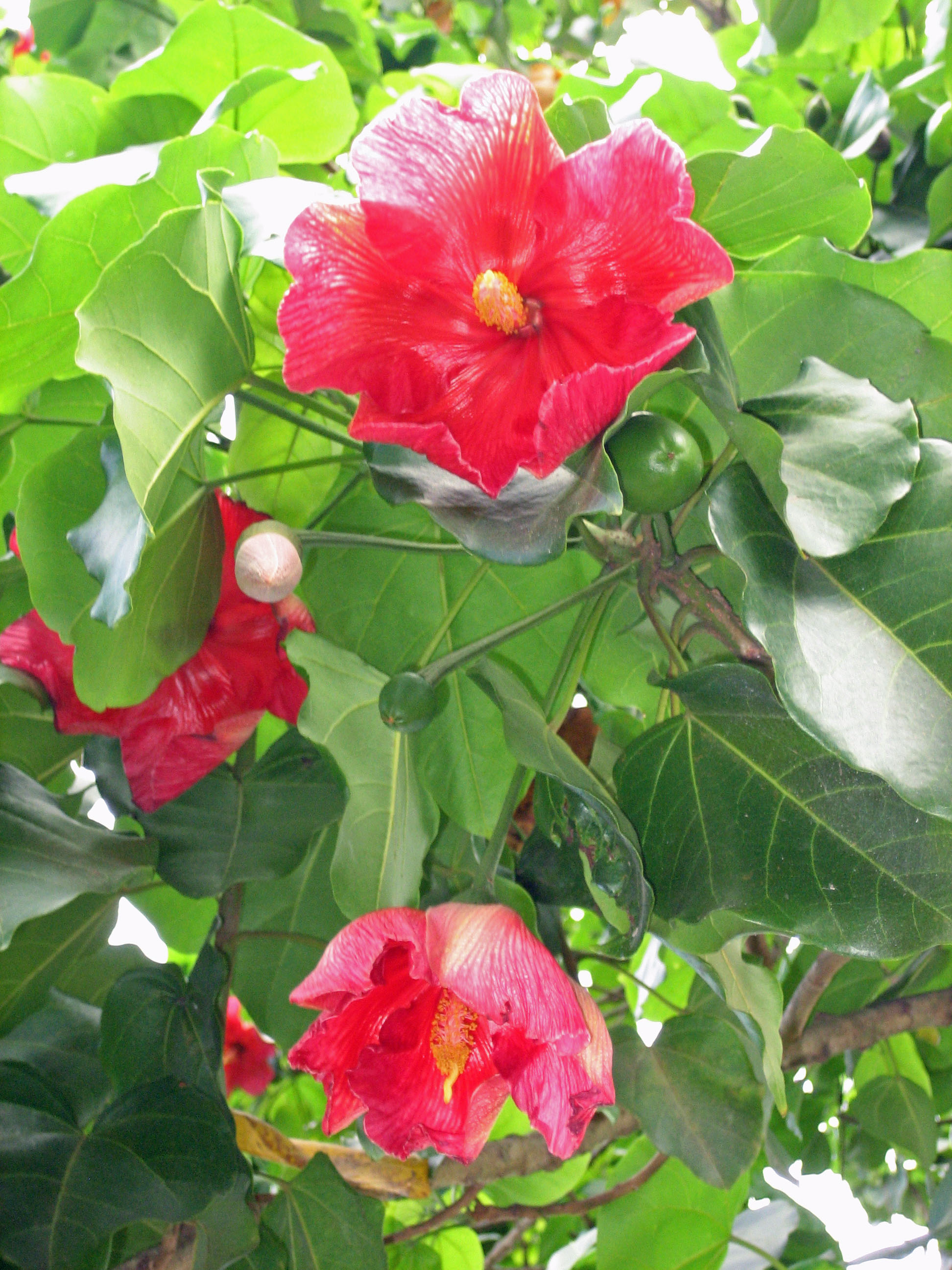
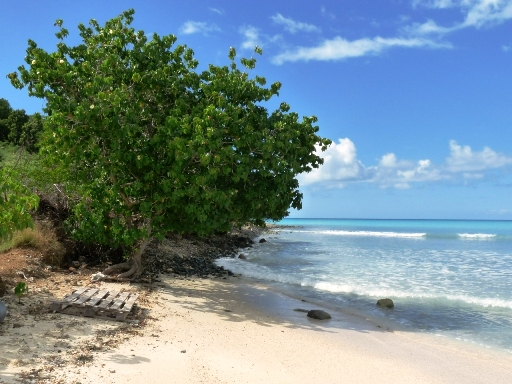
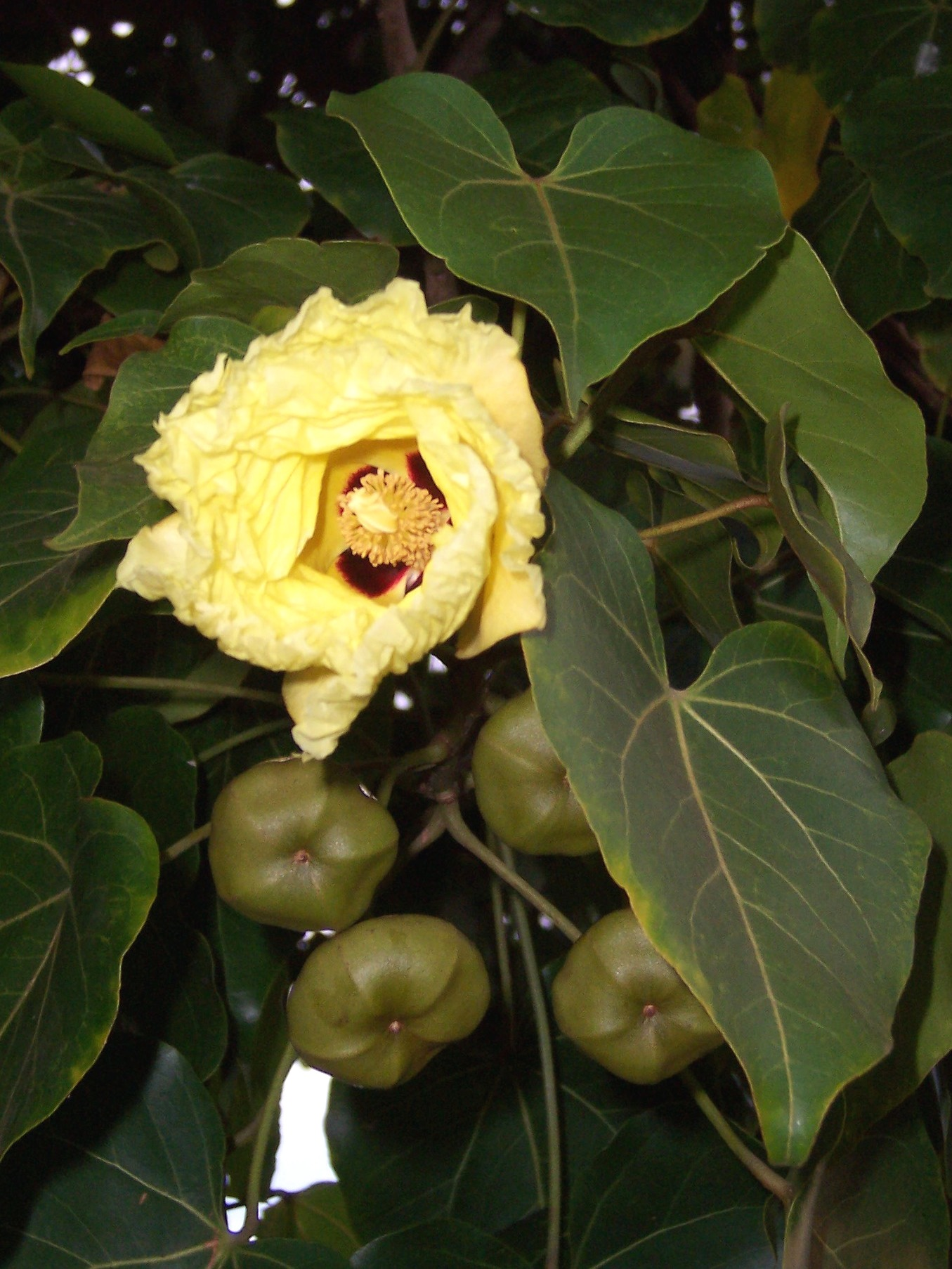